# Castello dell'Acqua
Castello dell'Acqua é uma comuna italiana da região da Lombardia, província de Sondrio, com cerca de 700 habitantes. Estende-se por uma área de 13 km², tendo uma densidade populacional de 54 hab/km². Faz fronteira com Chiuro, Ponte in Valtellina, Teglio.

## Demografia
| Variação demográfica do município entre 1861 e 2011                               |
|                                                                                   |
| Fonte: Istituto Nazionale di Statistica (ISTAT) - Elaboração gráfica da Wikipedia |